# Daigoro Kondo
Daigoro Kondo (近藤 台五郎, Kondo Daigoro) est un footballeur international japonais né le 1er juin 1907 à Tokyo, et décédé le 9 janvier 1991 à Yokosuka. Il évoluait au poste de défenseur.

## Biographie
Daigoro Kondo reçoit deux sélections en équipe du Japon lors de l'année 1927, sans inscrire de but.